# Ludwig Carl Geiger
Ludwig Carl Geiger (* 16. September 1882 in Basel; † 26. November 1966 ebenda) war ein Schweizer Seismologe. Er entwickelte ein Verfahren zur Bestimmung des Epizentrums eines Erdbebens.